# Teresa Carniani

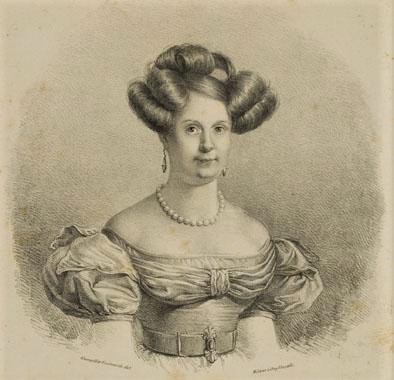
Teresa Carniani, Gravur, 19. Jhd.

Gräfin Teresa Carniani, bekannt als Luisa Camilla, oder Teresa Carniani Malvezzi de’ Medici (* 28. März 1785 in Florenz; † 9. Januar 1859 in Bologna) war eine italienische Dichterin, Schriftstellerin und Übersetzerin.

## Leben

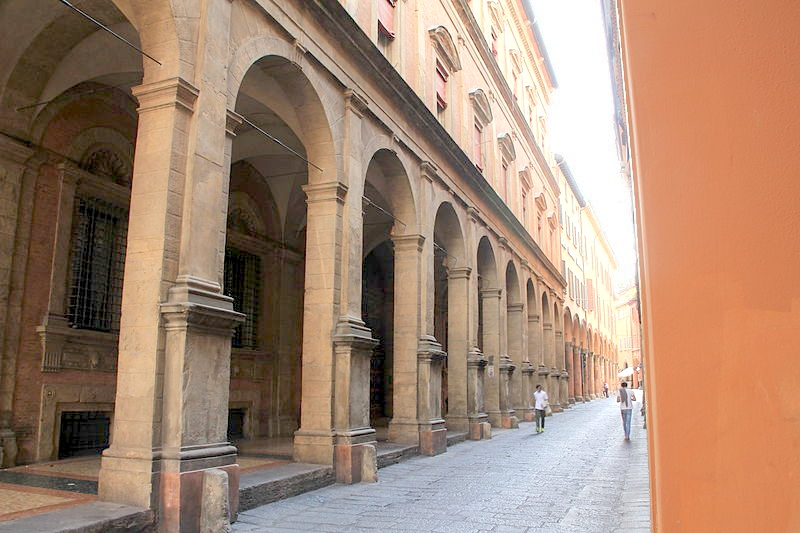
Palazzo Malvezzi de’ Medici in der Via Zamboni in Bologna, wo Carniani von 1802 bis zu ihrem Tode lebte.

Carniani wurde als Tochter von Cipriano Carniani und Elisabetta Fabbroni in wohlhabende, wenn auch nicht adlige Familie geboren. Die Mutter, die aus der toskanischen Aristokratie stammte, ließ ihre Tochter nicht nur in der Hauswirtschaft ausbilden, sondern ließ ihr auch elementare Kenntnisse in Englisch, Französisch, Musik und Zeichnen vermitteln. Dazu erhielt Carniani von ihrem Onkel mütterlicherseits, Giovanni Fabbroni, einem Lehrer für Chemie und Physik und Experten für Naturgeschichte, erste Vorstellungen von Mathematik und Elementargeometrie.
Seit ihrer Jugend besuchte Teresa den Salon ihrer Tante Teresa Pelli Fabbroni, wo sie die Gelegenheit hatte, einige der kulturellen und politischen Exponenten der Zeit, darunter auch Vittorio Alfieri, kennenzulernen und sich in Konversation und sozialen Beziehungen zu üben. Im Alter von sechzehn Jahren heiratete sie, mit einigen Bedenken seitens der Familie des Ehemannes, den Grafen Francesco Malvezzi de’ Medici, den sie im Salon ihrer Tante kennengelernt hatte und der sie im November 1802 mit nach Bologna nahm. In ihrer neuen Residenz, in der Nummer 13 der heutigen Via Zamboni, führte sie ein ruhiges Leben und konnte sich in der guten Gesellschaft der Stadt bewegen. Nach dem frühen Tod der ersten drei Kinder wurde 1819 Giovanni, später Politiker und Literat, geboren. Er überlebte und seine Mutter kümmerte sich persönlich um seine Ausbildung.
Ihr wohlhabendes Leben erlaubte es ihr, ihre durch die Heirat unterbrochenen Studien fortzusetzen, erleichtert durch die Verfügbarkeit der umfangreichen Bibliothek ihres Schwiegervaters. Sie öffnete ihren Salon auch für Bologneser Intellektuelle und Künstler sowie für andere Persönlichkeiten, die die Stadt Bologna besuchten Giuseppe Biamonti, Rhetorikprofessor an der Universität Bologna, unterrichtete sie in antiker Philosophie und griechischer Literatur, der Dichter Paolo Costa verkehrte in ihrem Haus, sie lernte Englisch mit dem Linguisten Giuseppe Mezzofanti, einem berühmten Polyglotten und zukünftigen Kardinal, und Französisch mit Hilfe eines Freundes von Madame de Staël. Zudem studierte Latein als Autodidaktin.
Die erworbenen Sprachkenntnisse erlaubten es ihr, sich an Übersetzungen von lateinischen (Cicero) und englischen (Pope) Autoren zu versuchen. Ihre Übersetzung von Ciceros Traktat De re publica brachte ihr das Lob von Giacomo Leopardi ein. Der Dichter aus Recanati, der das Haus von Malvezzi frequentierte, hatte nach Meinung einiger Analysen ein unerwidertes Liebesgefühl für die Adelige, von dem Spuren in der Elvira des Liedes Consalvo erhalten geblieben sind.
Neben den Übersetzungen gibt es nur wenige Originalwerke von Carniani; zu erwähnen sind das Gedicht La cacciata del tiranno Gualtieri („Die Vertreibung des Tyrannen Gualtieri“), das (beschränkt auf die ersten drei Cantos) zunächst 1828 in Florenz und dann komplett 1832 in Bologna veröffentlicht wurde, und die ihrem Freund Vincenzo Monti anlässlich seines Todes gewidmeten Verse (Bologna, 1829).
Unter dem Namen Ipsinoe Cidonia wurde sie in die Accademia dell’Arcadia aufgenommen und erhielt Anerkennung von der Accademia tiberina und der Accademia latina. Für ihre Verdienste wurde sie außerdem 1828 in die renommierte und alte Accademia dei Filergiti in Forlì aufgenommen.
Von Nervenleiden geplagt, stellte sie 1840 die Treffen mit ihren literarischen Freunden in ihrem Salon ein. Sie starb in ihrem Haus in den ersten Tagen des Jahres 1859. Eine Inschrift auf einer Tafel des Denkmals für Prospero Ranuzzi Cospi auf dem Cimitero Monumentale della Certosa di Bologna (Chiostro III, arco 42) erinnert an sie und ihren Ehemann.

## Werke
- La cacciata del tiranno Gualtieri accaduta in Firenze l’anno 1343 poemetto di Teresa Carniani Malvezzi. Magheri, Florenz 1827 (google.it).
- In morte di Vincenzo Monti versi di Teresa Carniani Malvezzi. coi tipi del Nobili e Comp., Bologna 1829 (google.it).

Übersetzungen
- Francesco Petrarca: Alla maestà di Carlo IV imperatore. Esortazione di Francesco Petrarca per la pace d’Italia volgarizzata da Teresa Carniani Malvezzi. Magheri, Florenz 1827.
- Marcus Tullius Cicero: Frammenti della repubblica di Cicerone volgarizzati da Teresa Carniani Malvezzi. Tipografia Marsigli, Bologna 1827 (google.it).
- Alexander Pope: Il Messia egloga di Alessandro Pope. coi tipi del Nobili e Comp., Bologna 1827.
- Marcus Tullius Cicero: Della natura degli dei libri tre di Marco Tullio Cicerone volgarizzati da Teresa Carniani Maluezzi. Presso Riccardo Masi, Bologna 1828 (google.it).
- Marcus Tullius Cicero: Della divinazione e del fato. Opere di Marco Tullio Cicerone volgarizzate da Teresa Carniani Maluezzi. Tipografia di Emidio Dall’Olmo, Bologna 1830.
- Marcus Tullius Cicero: Del supremo dei beni e dei mali libri cinque di Marco Tullio Cicerone. Volgarizzati da Teresa Carniani Malvezzi. Tipi del Sassi alla Volpe, Bologna 1835.
- Marcus Tullius Cicero: Lucullo o sia il secondo de’ primi due libri accademici di M.T.C. Volgarizzamento di Teresa Carniani Malvezz. Tipografia Della Volpe al Sassi, Bologna 1836.
- Alexander Pope: Il riccio rapito di Alessandro Pope. Tradotto dalla contessa M. Teresa Malvezzi Carniani da Firenze. M. Nobolo, Messina 1836.